# Szemerényi Károly
Szemerényi Károly (1844-ig Semmelweis Károly Fülöp, Buda, 1813. január 9. – 1898. október 16.) magyar teológus pap, pozsonyi kanonok, 1876–1888 között Tardoskedd plébánosa. Semmelweis Ignác testvére.

## Élete
A budai gimnáziumban végzett tanulmányok közben választotta a papi hivatást, így a gimnázium utolsó két évét, valamint filozófiai tanulmányait Nagyszombatban végezte, a teológiát pedig Pesten 1836. március 26-án az  esztergomi bazilikában szentelték pappá. Tardoskedden (Batthyány Lajosnál is hosszabb ideig), Kemencén, Kürtön, majd Komáromban, volt káplán. 
1844-től a pesti belvárosi plébánia káplánja lett, és mint a magyar hazafias reformmozgalom lelkes híve, még abban az évben családnevét Szemerényire változtattta, és német nevű híveit is névmagyarosításra buzdította. 1848 tavaszán nemzetőröket, honvédeket toborzott és pénzt gyűjtött a magyar kormány számára. Amikor 1849. május végén a honvédcsapatok visszafoglalták Pestet, a belvárosi templomban hálaadó misét (Te Deum) mondott. Emiatt 1849 végén Scitovszky János esztergomi érsek – hogy megkímélje az állami szervek eljárásától – hét évre eltiltotta a nyilvános papi tevékenységtől. Testvére pesti házába költözött, majd 1851-től Stanislaw Sugalkowski lengyel herceg gyermekeinek nevelője volt Bécsben, de Libényi János sikertelen merényelete után, 1853-ban kiutasították a császárvárosból.
Visszatért Pestre, ahol 1856 után már misézhetett, de egyelőre egyházi beosztás nélkül. 1860 és 1865 között ismét nevelői állást vállalt báró Jankovich családnál. Csak a kiegyezés után, 1867-től kapott egyházi tisztséget, amikor plébániai adminisztrátor, egy év múlva pedig plébános lett Ógyallán. 1876. augusztus 3-tól a tardoskeddi plébános lett. Mivel tapasztalta az oktatás hiányosságait, letelepítette a községben az Isteni Megváltó nővéreit. 1883-ban telket vásárolt a község központjában iskola és egy zárda részére. Az intézmény alapkövét 1885. április 23-án tették le, és áldottk meg ünnepélyes keretek között. A gyors munkálatoknak köszönhetően november 3-án megkezdődhetett az oktatás. Tizenkét évi tardoskeddi működése alatt nagy odaadással támogatta segédlelkészeit, például Glöckel Ignácot, Csögley Kálmánt. Amikor 1888-ban a pozsonyi káptalan tagja lett, utódját, Roszival Istvánt kötelezte, hogy az elkezdett munkáit befejezze. 
Utolsó éveit tehát Pozsonyban töltötte. Mint prépost megérte gyémántmiséjét. A Szent András temetőben helyezték örök nyugalomra.

## Emlékezete
- Szemerényi Károly Magyar Tanítási Nyelvű Alapiskola, Tardoskedd
- Emléktábla a tardoskeddi alapiskolában[1]

## Külső hivatkozások
- Némethy Ludovicus: Series parochiarum et parochorum Archi-dioecesis Strigoniensis ab antiquissimi temporibus usque annum MDCCCXCIV. Strigonii: Buzárovits. 1894.   958. o.
- Kapronczay Károly:  A Semmelweis család eredete és története.  Kaleidoscope folyóirat,  1. sz. (2010)
- Romics Imre:  Szemerényi (Semmelweis) Károly (1813–1888).  Orvosi Hetilap,  30. sz. (2004. július 25.)   1591. o.
- Tardoskeddi iskola névadója